# Castillo de Kropow
El Castillo de Kropow es una construcción ficticia de la serie Las aventuras de Tintín.

## Descripción
Es el monumento más significativo de Klow seguido por el Palacio Real de Klow. Se encuentra a las afueras de la capital rodeado por un hayedo y un foso medieval. Se accede a él por un puente levadizo flanqueado por dos torres de planta circular. El patio de armas da al interior del castillo, curiosamente, ricamente ornamentado con frescos y yeserías muy bien conservados pese a su antigüedad.
El castillo se encuentra custodiado por la Guardia del Tesoro Real famosa por su uniforme medieval eslavo con chaleco, faldón rojo bordado y faja azul.
La torre central de planta cuadrada alberga la cámara del tesoro y los archivos nacionales. Esta sala cuadrada se soporta con arcos de medio punto y con unos frescos referentes a la época bizantina, con temas religiosos. La vitrina dorada de la cámara está rematada por cinco pelícanos encima de una pequeña bóveda y dentro de la cual se encuentran la corona y el Cetro de Ottokar IV.
El castillo de Kropow, que contiene el tesoro de Syldavia, es una fortaleza medieval inspirada en dos castillos reales. Tiene el mismo aspecto general que el castillo de Kalmar en Suecia, con una torre poligonal en la esquina rematada por un tejado de linterna. Las enormes torres redondas que flanquean la entrada a la fortaleza son las del Castillo de Olavinlinna, uno de los monumentos históricos más importantes de Finlandia. Los frescos que decoran las paredes de la sala del tesoro de Kropow están claramente inspirados en los frescos bizantinos de la iglesia de San Vital de Rávena, del siglo VI.